# Кічмар Микола Іванович
Кі́чмар Мико́ла Іва́нович (27 січня 1952, с. Качківка, Ямпільський район, Вінницька область — 9 травня 1992, Степанакерт, НКР) — український правозахисник, член Міжнародного конгресу з прав людини ОБСЄ, член Народного Руху України.

## Життєпис
Народився 27 січня 1952 року на Вінниччині, в селі Качківка, Ямпільського району. До Криму прибув для проходження строкової військової служби, але після її завершення, очарований землею Херсонесу, залишається в Севастополі. Працюючи на заводі «Муссон», він активно займається громадською діяльністю: був одним з перших засновників місцевої громади «Просвіта». Відкритий наступ кол шовінізму на українство Криму збуджував Миколу Кічмара до політичної діяльності: він виходить з комсомольської організації заводу та вступає в місцевий осередок Народного руху України.

На початку 1990 року, коли народ Литви оголосив про незалежність своєї держави, Микола Кічмар звернувся з відкритою телеграмою (збереглася копія) до литовського народу, в якій висловлював підтримку його прагненню до свободи і незалежності, сподіваючись, що й Україна невдовзі стане незалежною: 
|  | …Ваш приклад вселяє надію на відродження і моєї Батьківщини — України. «Борітеся — поборете»… |
, — цитує він у листі Тараса Шевченка.
Збереглася ще копія його листа до Михайла Горбачова, в якому він звинувачує Москву у спробах задушити демократичні процеси в республіках СРСР, зокрема в Литві, нагадуючи генсекові про минулі втручаннях Радянського Союзу у справи інших держав: Угорщини — в 1956 р., Чехословаччини — в 1968 р. і Афганістану — в 1979 р., а також про пізніших ганебних подіях — розстріл демонстрантів у Новочеркаську, погром в єреванському аеропорту «Звартноц» і автоматні черги «доблесного» радянського війська в бік жінок і дітей в Тбілісі.
Діяльність Миколи Кічмара стала відомою за кордоном. Він отримує пропозицію стати незалежним спостерігачем від Організації Об'єднаних Націй у Нагірному Карабаху й сумлінно, не шкодуючи сил, виконує свою місію.
Кічмар «захворів» долею вірменського народу ще під час землетрусу в Спітаку. Робота в комісії з прав людини тільки підсилила цю «хворобу». Він організовував продовольчу допомогу вірменським дітям-сиротам, возив до Карабаху підручники та іншу літературу. До Севастополя навідувався ненадовго, знову і знову поспішаючи до Вірменії, де проливалася кров. Відчайдушний за вдачею, він все-таки боявся повторення карабаської трагедії у Криму і часто говорив про це. Кічмара поважали друзі-однодумці. «В його грудях б'ється серце Данко», — говорили про нього близькі.
Микола Кічмар був одним з 23 незалежних спостерігачів, що підтвердили результати волевиявлення населення Нагірного Карабаху під час референдуму 10 грудня 1991 р., відповідно до результатів якого була проголошена Нагірно-Карабаська Республіка.
Кічмар загинув у 40 років, у розквіті сил і можливостей. Автобус, в якому знаходилися правозахисники з різних країн, серед них і Микола Кічмар, був розстріляний азербайджанськими бойовиками з установки «Град» поблизу Степанакерта. Тяжко пораненого його гелікоптером доставили до Єревана, але прооперувати не встигли. «…Якщо загину, поховайте мене на вірменській землі» — сказав він незадовго до трагедії. Поховали Миколу Кічмара з почестями 13 травня 1992 року в Єревані, на цвинтарі федаїнів-захисників вірменського народу. На його могилі написано «Микола з України». Палата лордів Великої Британії вшанувала пам'ять хвилиною мовчання, а «Останкіно» з Москви подала його як «руховца из Севастополя».